# Golpe de Botelho Moniz
El Golpe de Botelho Moniz, conocido en la Historia Portuguesa como la Abrilada, se ha considerado como un antecedente de la Revolución de los Claveles. Fue una tentativa de golpe de Estado desarrollada durante los meses de marzo a abril de 1961 en Portugal y promovido por oficiales contrarios a la guerra colonial dirigidos por el entonces ministro de Defensa general Botelho Moniz. 

## Antecedentes
Las guerras coloniales no eran del agrado de algunos militares, conscientes de la debilidad portuguesa a la hora de combatir simultáneamente en cuatro continentes. El ministro se dirige a Oliveira Salazar reprobándole la insostenible y angustiosa situación de ultramar provocada por su incapacaidad de hacer frente a los acontecimientos: durante 1961 se hicieron independientes disciséis países africanos.

## Denuncia
La supuesta denuncia, donde el general Kaúlza de Arriaga y el almirante Américo Tomás (partidarios del Estado Novo salazarista) detentaron un papel importante, llevó a la dimisión de varios altos mandos militares. 

## Consecuencias
El fracaso de la intentona golpista se debió, sobre todo, a la falta de organización de los implicados.
El civil Adriano Moreira fue nombrado Ministro de Ultramar por Oliveira Salazar en abril de 1961 quien desde su cargo promovió nuevas reformas en la legislación de Ultramar, como la derogación del Estatuto del Indígena y la del Trabajo Rural Obligatorio Indígena, así como la creación de Estudios Universitarios en Angola y Mozambique.
El general Mario Silva fue nombrado Ministro del Ejército y desde su cargo se ocupó de neutralizar al grupo de Militares leales de Botelho Moniz así como de movilizar las primeras unidades para hacer frente al conflicto que culminaría en la guerra civil de Angola.
Francisco da Costa Gomes, nombrado en 1958 Subsecretario del Ejército,  aunque no intervino en el golpe,  abandona el cargo como consecuencia de este intento golpista, pasando con el grado de Coronel a un oscuro puesto como Jefe de una Zona de Reclutamiento y Movilización, parecía que su carrera había llegado a su fin, aunque luego llegó a ser Presidente de la República tras la Revolución de los Claveles.